# الحزب الليبرتاري الأمريكي
الحزب الليبرتاري (LP)، هو حزب سياسي في الولايات المتحدة يروج للحريات المدنية، وعدم التدخل، ورأسمالية مبدأ عدم التدخل، ويحد من حجم ونطاق سلطة الحكومة. نشأ الحزب في أغسطس 1971 بعد اجتماعات عُقدت في منزل ديفيد نولان في وستمنستر، كولورادو، وشُكل رسميًا في 11 ديسمبر 1971 في كولورادو سبرينغز، كولورادو. تأسس الحزب جزئياً نتيجة المخاوف المتعلقة بإدارة نيكسون، وحرب فيتنام، والتجنيد الإجباري، والنقد الإلزامي.
يروج الحزب عمومًا لبرنامج ليبرالي كلاسيكي، على عكس الليبرالية الحديثة والتقدمية للحزب الديمقراطي والسياسة المحافظة للحزب الجمهوري. صرح غاري جونسون، المرشح الرئاسي للحزب في عامي 2012 و2016، أن الحزب الليبرتاري أكثر ليبرالية ثقافيًا من الديمقراطيين، وأكثر محافظة مالياً من الجمهوريين. تشتمل مواقف السياسة المالية الحالية للحزب على تخفيض الضرائب، وإلغاء دائرة الإيرادات الداخلية (IRS)، وخفض الدين العام الأمريكي، والسماح للناس بالانسحاب من التأمين التعاوني وإنهاء حكومة دولة الرفاهية، جزئيًا من خلال الاستفادة من المنظمات الخيرية الخاصة، في حين تشمل المواقف السياسية الثقافية الحالية إلغاء قيود المخدرات، والدعوة إلى إصلاح العدالة الجنائية، ودعم حق زواج المثليين، وإلغاء عقوبة الإعدام، ودعم حق الاحتفاظ بالأسلحة وحملها.
يُعد الحزب حاليًا ثالث أكبر حزب سياسي في الولايات المتحدة حسب تسجيل الناخبين، ولديه عضو واحد في الكونغرس الأمريكي، وهو النائب جستين عماش من ميشيغان. شغل 168 ليبرتاريًا مناصباً منتخبةً منذ عام 2017: 58 منهم مكاتب حزبية و110 منهم مكاتب غير حزبية. هناك 609234 ناخبًا مسجلين على أنهم ليبرتاريون في الولايات الـ 31 التي أبلغت عن إحصاءات التسجيل الليبرتاري وواشنطن العاصمة. كان الحزب الليبرتاري هو الحزب الذي أُدْلِيَ بسببه بأول تصويت انتخابي  لامرأة (توني ناثان) في انتخابات منصب نائب الرئيس في الانتخابات الرئاسية للولايات المتحدة عام 1972 بسبب ناخب خائن.

## نبذة تاريخية
عُقد المؤتمر الوطني الليبرتاري الأول في يونيو 1972، وأصبح ديك راندولف من ألاسكا أول مشرع منتخب في الهيئة التشريعية للولاية في عام 1978. حصل الحزب التحرري على لقب ثالث أكبر حزب لأول مرة بعد استمرار انخفاض شعبية الحزب المستقل الأمريكي والحزب المحافظ في نيويورك (أكبر الأحزاب الصغيرة الأخرى في ذلك الوقت) بعد الانتخابات الفيدرالية لعام 1980. انتُخب وعيُن أكثر من 40 ليبرتاريًا في عام 1994، وقد كان رقماً قياسياً للحزب في ذلك الوقت. شهد عام 1995 ارتفاع عدد الأعضاء وتسجيل الناخبين في الحزب. أصبح الحزب التحرري أول (حزب ثالث) يفوز بوضع الاقتراع في جميع الولايات الخمسين لانتخابات رئاسية مرتين على التوالي في عام 1996. شغل 146 ليبرتاريًا مناصباً منتخبةً بحلول نهاية عام 2009.
كانت توني ناثان، التي ترشحت لمنصب نائب الرئيس عن الحزب الليبرتاري في الانتخابات الرئاسية لعام 1972 مع جون هوسبرز كمرشح رئاسي، أول مرشحة في الولايات المتحدة تحصل على تصويت انتخابي.
حصل المرشح الرئاسي للحزب الليبرتاري، حاكم ولاية نيو مكسيكو السابق غاري جونسون، في انتخابات عام 2012 على أعلى عدد من الأصوات -أكثر من 1.2 مليون صوت- من أي مرشح رئاسي ليبرتاري في ذلك الوقت. أُعيد ترشيحه لمنصب الرئيس في عام 2016، حيث اختار حاكم ولاية ماساتشوستس السابق ويليام ويلد (بيل ويلد) ليكون نائبًا له. حطم جونسون/ ويلد الرقم القياسي الليبرتاري للتذكرة الرئاسية، حيث حصل على أكثر من 4.4 مليون صوت. تلقى كل من جونسون ومرشحة حزب الخضر جيل ستاين تغطيةً إخباريةً أكثر بكثير في 2016 مما يحصل عليه مرشحو الحزب الثالث بشكل عام، حيث أظهرت استطلاعات الرأي احتمال ازدياد الدعم لكلا المرشحين خلال الانتخابات الأخيرة، لا سيما بين الناخبين الأصغر سنًا.
حقق الحزب الليبرتاري نجاحًا انتخابيًا كبيرًا في سياق المجالس التشريعية للولايات والمكاتب المحلية الأخرى، إذ انتُخب ثلاثة ليبرتاريون في مجلس نواب ألاسكا بين عامي 1978 و1984 وأربعة آخرين في محكمة نيو هامبشاير العامة في عام 1992. فاز نيل راندال، أحد أعضاء الحزب الليبرتاري، بانتخابات مجلس نواب فيرمونت في عام 1998، وأعيد انتخابه حتى عام 2002، والتي كانت آخر سنة، حتى الآن، يُنتخب فيها ليبرتاري في مجلس تشريعي للولاية. طُرد عضو مجلس نواب ولاية رود آيلاند دانييل ب. جوردون من الحزب الجمهوري وانضم إلى الحزب الليبرتاري في عام 2011. حقق الليبرتاريون أقصى عدد من المشرعين في عام 1992 حيث بلغ عددهم أربعة مشرعين عندما غادر أربعة مشرعين من أربع ولايات مختلفة الحزب الجمهوري للانضمام إلى الحزب الليبرتاري في يوليو 2016 ويونيو 2017: عضو جمعية نيفادا جون مور في يناير، عضو مجلس شيوخ ولاية نبراسكا لورا إبكي (على الرغم من أن هيئة نبراسكا التشريعية غير حزبية رسميًا)، وعضو مجلس نواب نيو هامبشاير ماكس أبرامسون في مايو، وعضو مجلس شيوخ ولاية يوتا مارك بي مادسن في يوليو. لم يترشح مادسن وأبرامسون لإعادة انتخابهما لمنصبيهما في دورة انتخابات عام 2016، بينما خسر مور سباقه الانتخابي بعد أن وجه الحزب الليبرتاري اللوم رسميًا إليه بسبب دعمه لتمويل استاد دافعي الضرائب. لم تكن إبكي جاهزةً لإعادة انتخابها في عام 2016، في حين انتقل ممثل نيو هامبشاير كالب كيو داير من الحزب الجمهوري إلى الحزب الليبرتاري في فبراير 2017. بدل ممثل نيو هامبشاير جوزيف ستالكوب انتماءه الحزبي إلى الحزب التحرري في مايو 2017 بعد أن كان في الحزب الديمقراطي. انضم براندون فيني، المشرع في ولاية نيو هامبشاير، إلى الحزب الليبرتاري بعد خروجه من الحزب الجمهوري في يونيو 2017، وهو ثالث عضو يفعل ذلك في عام 2017 ليحققوا من جديد أقصى عدد من المشرعين كما في عامي 1992 و2016 في الولاية الليبرتارية.
غيّر مفوض ولاية نيو مكسيكو للأراضي العامة أوبري دن جونيور انتماءه الحزبي من الحزب الجمهوري إلى الحزب الليبرالي في يناير 2018، ليصبح أول ليبرتاري بمنصب رفيع على مستوى الولاية في التاريخ.
أصبح النائب جستين عماش من ولاية ميشيغان أول عضو ليبرتاري في الكونغرس الأمريكي بعد انتقاله من الحزب الجمهوري وقضاء بعض الوقت كعضو مستقل في أبريل 2020. قدم عماش في يونيو 2020، مع أيانا بريسلي من الحزب الديمقراطي، قانون إنهاء الحصانة المؤهلة ردًا على مقتل جورج فلويد على يد ضابط شرطة في مينيابوليس. كان مشروع القانون أول ما حصل على دعم أعضاء الأحزاب الديمقراطية والجمهورية والليبرتارية معاً في تاريخ كونغرس الولايات المتحدة.